# Johann Joseph Gassner
Johann Joseph Gassner (Braz, Bludenz mellett (Vorarlberg), 1727. augusztus 22. – Pondorf (ma Kirchroth része), 1779. április 4.) német ördögűző.

## Élete
A Churi egyházmegyében, Klösterle nevű faluban lelkészkedett. Gyenge testalkatú lévén, miután az orvosok nem tudtak rajta segíteni, azon gondolatra jött, hogy betegsége az ördögtől származik. Jézus nevét kezdte tehát segítségül hívni, s miután könnyebbülést érzett, azon meggyőződésre jutott, hogy minden betegség az ördögtől származik, és így Jézus nevében, az egyház által rendelt imádságok segítségével mindenkit meggyógyíthat. 
Előbb falujában, később a vidéken kezdett gyógyítani, mégpedig oly sikerrel, hogy csakhamar híre ment és seregestől jöttek hozzá a betegek, akiknek legnagyobb részét egyszerű kézrátétel és imádság által rögtön meggyógyította. 
Úgy egyházi, mint világi részről sok ellensége támadt, aminek folytán csakhamar megtiltották, hogy gyógyításait nyilvánosan eszközölje. Később csodás gyógyításainak sikerét a magnetizmusnak tulajdonították.